# Ligne continentale orientale de partage des eaux

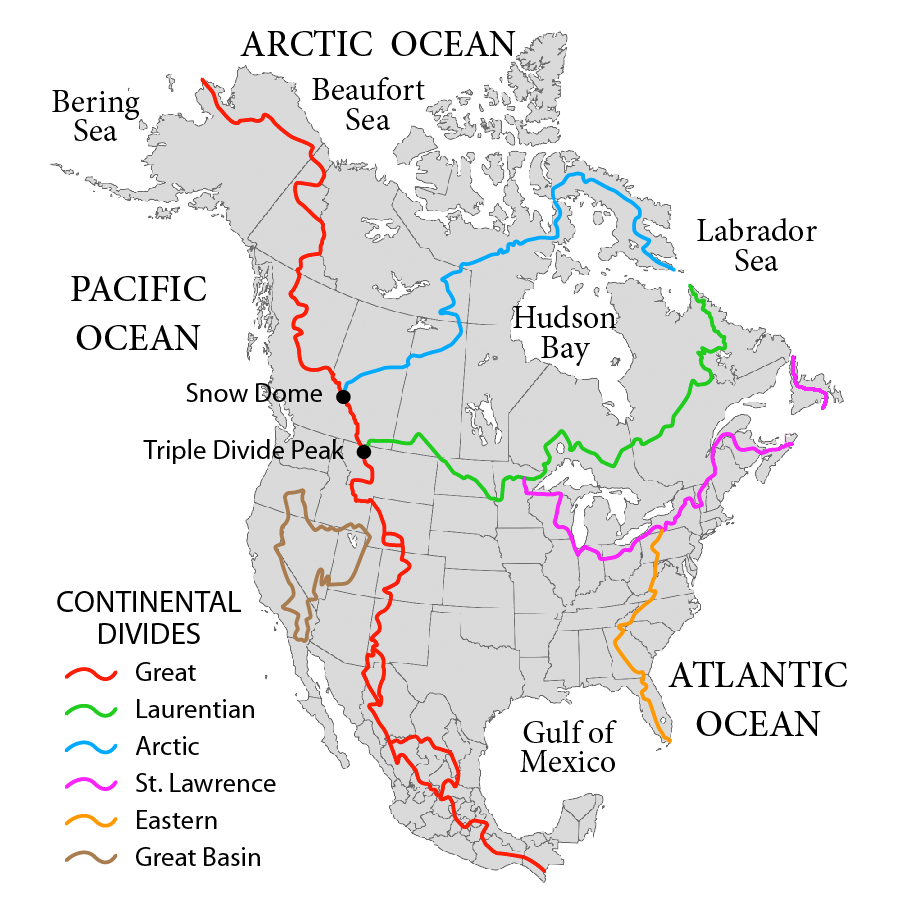
Une carte des principales lignes de partage des eaux de l'Amérique du Nord. La ligne de partage des eaux continentales Est (ligne orange) délimite deux bassins versants de l' océan Atlantique : le bassin versant du golfe du Mexique et le bassin versant de la côte atlantique.

La ligne continentale orientale de partage des eaux  ou ligne Est de partage des eaux ou ligne de partage des eaux des Appalaches (abv. ECD) est une ligne de partage des eaux dans l'est de l'Amérique du Nord qui sépare le bassin versant de la côte Est de l' Atlantique du bassin versant de l'ouest du golfe du Mexique . La ligne de partage s'étend presque aux États-Unis du sud du lac Ontario à la péninsule de Floride et se compose de terrains surélevés comprenant les Appalaches au nord, le sud du plateau du Piémont et les crêtes de plaine de la Plaine côtière atlantique au sud. L'eau, y compris les précipitations et les chutes de neige, les lacs, les ruisseaux et les rivières du côté est / sud de la ligne de partage des eaux s'écoule vers l'océan Atlantique; l'eau du côté ouest / nord de la ligne de partage des eaux s'écoule vers le golfe du Mexique. Le ECD est l'une des six divisions hydrographiques continentales de l'Amérique du Nord qui définissent plusieurs bassins de drainage, chacun se drainant vers une masse d'eau particulière.
La fracture prend naissance au niveau du tripoint hydrographique orientale (voir l'encadré) près du milieu de la frontière nord de la Pennsylvanie, puis s'étend généralement du sud au sud-ouest en suivant la crête des Appalaches à travers la Pennsylvanie, l'ouest du Maryland, la Virginie occidentale, la Virginie et la Caroline du Nord jusqu'à son point culminant sur Grandfather Mountain (bien que le mont Mitchell soit le point culminant des Appalaches, ce n'est pas sur l'ECD, mais à 4 miles à l'ouest de l'ECD), puis descend  jusqu'à la ville d' Atlanta dans le nord-ouest de la Géorgie, où il bifurque vers le sud-est à travers le plateau de Géorgie et à travers les basses terres du nord de la Floride jusqu'à son terminus dans le centre de la Floride à la limite nord du bassin du lac Okeechobee.

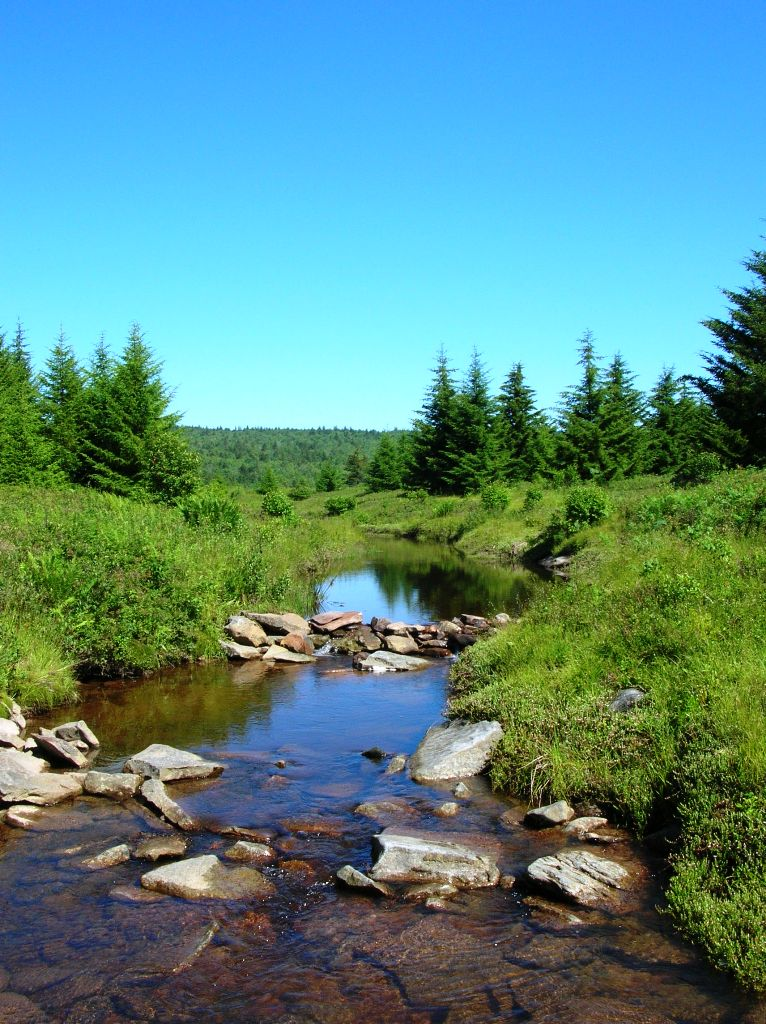
Red Creek à l'ouest de la crête de la Façade d'Allegheny dans la région de Dolly Sods en Virginie-Occidentale; le ruisseau prend sa source le long de la ligne de partage des eaux continentales orientale, ses eaux s'écoulant vers le golfe du Mexique dans le cadre du bassin hydrographique de la rivière Ohio.

Bien que la fracture soit souvent associée à une altitude élevée, à son extrémité sud au nord du bassin hydrographique de la rivière Kissimmee en Floride, l'altitude n'est que de 70 pieds (21,336 mètres).  La ligne de partage ne coïncide pas non plus toujours avec le point le plus élevé ou la ligne de crête, car les cours d'eau peuvent s'écouler à travers des passes ou des trous dans la crête, de sorte que le terrain d'un côté de la crête s'écoule de l'autre côté et donc de l'autre bassin versant. Cela se produit à plusieurs endroits. Le DPE n'est pas complètement fixe, mais peut se déplacer en raison de l'érosion, du changement tectonique et également des activités anthropiques telles que le creusement de tunnels, la construction de barrages sur les rivières et la construction de routes.
À l'époque coloniale, à l'exception de la Floride espagnole, l'ECD servait de frontière entre les colonies anglaises sur la côte atlantique et les terres indiennes à l'intérieur.

## Description
La ligne de partage des eaux continentales est originaire du nord au niveau de la tripoint hydrographique sur le sommet nommé « Triple Divide Peak » 16,7 km au sud de la ligne New York-Pennsylvanie à environ 5 milles (8 kilomètres). au sud-ouest de l'arrondissement d'Ulysse dans le comté de Potter, en Pennsylvanie . Ce sommet est le sommet le plus septentrional de trois au sommet d'un large plateau qui est actuellement des terres agricoles. De là, l'ECD court au sud-sud-ouest à travers les deux sommets sud voisins puis vers le sud-ouest le long du plateau d'Allegheny à l' ouest du front d'Allegheny jusqu'à le plongement vers le sud le long de la crête de la barrière des Appalaches . Mount Mitchell State Park en Caroline du Nord est le point le plus élevé de l'ECD à 1 940 m. Alors que l'altitude des pics diminue sur le plateau marécageux de Géorgie, la ligne de partage serpente dans les plaines basses du nord de la Floride jusqu'à ce qu'elle atteigne le centre de la Floride, se terminant à la ligne de partage des eaux de la rive nord de la rivière Kissimmee.

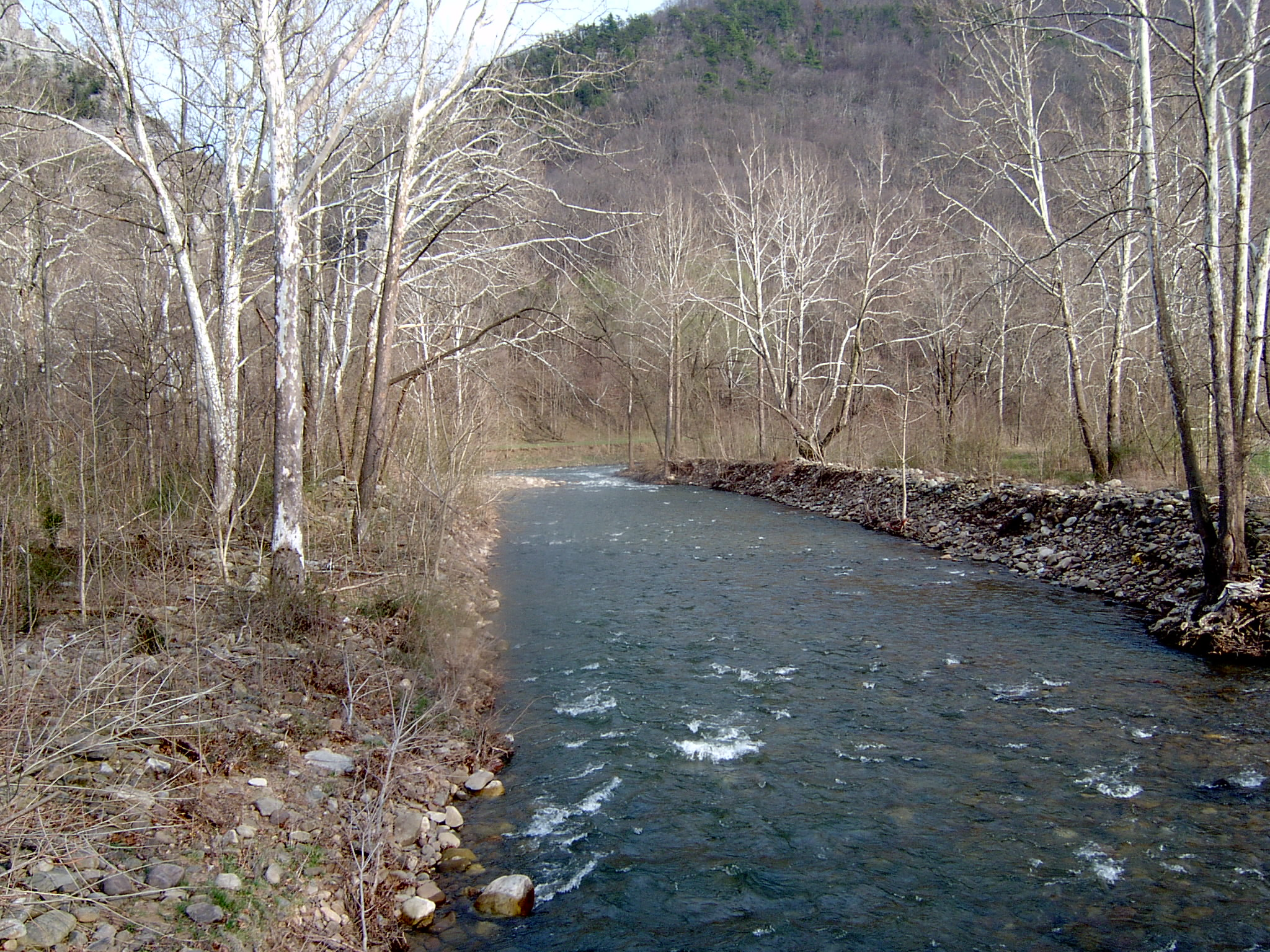
Seneca Creek, incisé dans le front d'Allegheny à l'ouest de Seneca Rocks, Virginie-Occidentale. Ce ruisseau court mais escarpé prend naissance le long de la ligne de partage des eaux continentales orientale; ses eaux se jettent dans l'océan Atlantique via la rivière Potomac et la baie de Chesapeake.

Bien que théoriquement, l'ECD puisse être considérée comme s'étendant jusqu'à la pointe sud de la Floride, au sud du lac Okeechobee, les Everglades, qui s'étendent sur la longueur et la largeur de la péninsule, sont un marécage saisonnier qui se déverse dans le lac. Pendant la saison des pluies, le débordement du lac forme une "rivière" inchangée de 100 miles de long et 60 miles de large qui coule vers le sud jusqu'à la baie de Floride qui se draine ostensiblement dans le golfe du Mexique, mais en raison des digues de boue, peu d'échange d'eau se produit réellement. Donc, du point de vue hydrographique, la seule fracture dans le sud de la Floride se situe entre le lac et l'océan ou le golfe, et cette fracture coïncide avec la frontière entre la terre et la mer.

## Histoire
Avant environ 1760, au nord de la Floride espagnole, le fossé des Appalaches représentait la frontière entre les possessions coloniales britanniques et françaises en Amérique du Nord. La Proclamation royale de 1763 séparait les terres colonisées des treize colonies des terres situées au nord et à l'ouest de celles-ci désignant la réserve indienne; la frontière de la proclamation longeait la ligne de partage des Appalaches mais s'étendait au-delà de son terminus Pennsylvanie-New York au nord en Nouvelle-Angleterre.